# Węgłów
Węgłów – przysiółek wsi Krajno w Polsce położony w województwie dolnośląskim, w powiecie strzelińskim, w gminie Wiązów.
W latach 1975–1998 przysiółek administracyjnie należał do województwa wrocławskiego.